# 卜珝
卜珝（—312年）字子玉，匈奴後部人。卜珝年輕時喜歡讀周易。劉淵稱帝後，任命卜珝為大司農、侍中，卜珝以自己生病為由推辭。後來劉淵又任命他為光祿大夫，卜珝還是拒絕。劉聰即位後，任命卜珝為太常，代理使持節、平北將軍。當時劉琨控制並州，劉聪讓卜珝與镇北将军靳冲一起進攻晉陽，拓跋猗卢派軍隊馳援劉琨防守晋阳，結果卜珝等戰敗。由於卜珝的士兵先逃走，靳冲擅自斬殺卜珝。劉聰得知後大怒，又派人斩殺靳冲。

## 延伸阅读
[在维基数据编辑]
 《晉書·卷095》，出自房玄齡《晉書》